# Macieira da Lixa
Macieira da Lixa est une freguesia (« paroisse civile ») du Portugal, constituante de la cité de Lixa et rattachée au concelho (« municipalité ») de Felgueiras, située dans le district de Porto en région Nord.

## Organes de la paroisse
- L'assemblée de paroisse est présidée par Alexandra Helena Pires Teixeira (groupe "PS").
- Le conseil de paroisse est présidé par António Tomás Teixeira de Abreu (groupe "PS").